# Natalia Bryżko-Zapór
Natalia Bryżko-Zapór (ur. 5 kwietnia 1963) – polska działaczka społeczna i kulturalna, tłumaczka literatury rosyjsko- i ukraińskojęzycznej.

## Życiorys
Ukończyła slawistkę na Uniwersytecie Warszawskim (1990). Początkowa pracowała jako dziennikarka. Była korespondentką Życia Warszawy i polskiej sekcji Radia Wolna Europa w Moskwie (1990–1993). Kierowała redakcją w Polskim Radiu, szefowała PAP Media oraz redakcji terenowej w Polskiej Agencji Prasowej.
Następnie przeszła do dyplomacji. Pracowała na stanowisku radcy w Ambasadzie RP w Kijowie (2001–2005). Od 2013 do 2017 sprawowała funkcję dyrektorki Instytutu Polskiego w Petersburgu.
Od 2018 prezeska Fundacji Założycielka Fundacji Partnerstwa dla Europy Środkowo-Wschodniej.
Przetłumaczyła kilka książek z języków rosyjskiego i ukraińskiego. Członkini Stowarzyszenia Tłumaczy Literatury. Przetłumaczona przez nią książka Ołeksandra Irwanecia Riwne/Rowno była w 2007 nominowana do nagrody „Angelus”. W 2021 ukazała się jej książka Pogranicze wszystkiego. Podróże po Wołyniu. W 2022 wydawnictwo Więź wydało jej książkę Ja tu zostaję. Fenomen Wołodymyra Zełenskiego. Książka została przetłumaczona na język ukraiński i wydana przez kijowskie wydawnictwo Akademia.
W 2024 została dyrektorką/redaktorką naczelną Polskiego Radia dla Zagranicy i Polskiego Radia dla Ukrainy.

## Tłumaczenia
- Ołeksandr Irwaneć, Riwne / Rowno, Warszawa: Prószyński i S-ka, 2007, ISBN 978-83-7469-638-8.
- Aleksander Pumpiański, Sprawa Chodorkowskiego, Wrocław: Kolegium Europy Wschodniej im. Jana Nowaka-Jeziorańskiego, 2013, ISBN 978-83-61617-40-2.
- Ołeksandr Irwaneć, Choroba Libenkrafta: morbus dormatorius adversus: ponura powieść, Wrocław: Biuro Literackie, 2013, ISBN 978-83-63129-41-5.
- Lidia Czukowska, Proces wykluczenia, Warszawa: Centrum Polsko-Rosyjskiego Dialogu i Porozumienia; Wrocław: KEW, 2015, ISBN 978-83-64486-02-9.
- Ołeksandr Bojczenko, Wasi, nasi oraz inni: szkice o pisarzach i nie tylko, Lublin: Warsztaty Kultury, 2018, ISBN 978-83-64375-32-3.